# Pseudopsyra
Pseudopsyra is een geslacht van rechtvleugeligen uit de familie sabelsprinkhanen (Tettigoniidae). De wetenschappelijke naam van dit geslacht is voor het eerst geldig gepubliceerd in 1922 door Hebard.

## Soorten
Het geslacht Pseudopsyra omvat de volgende soorten:
- Pseudopsyra hainani Liu & Kang, 2006
- Pseudopsyra mirabilis Hebard, 1922
- Pseudopsyra yunnani Liu & Kang, 2006